# Georg Christoph Gebhardi

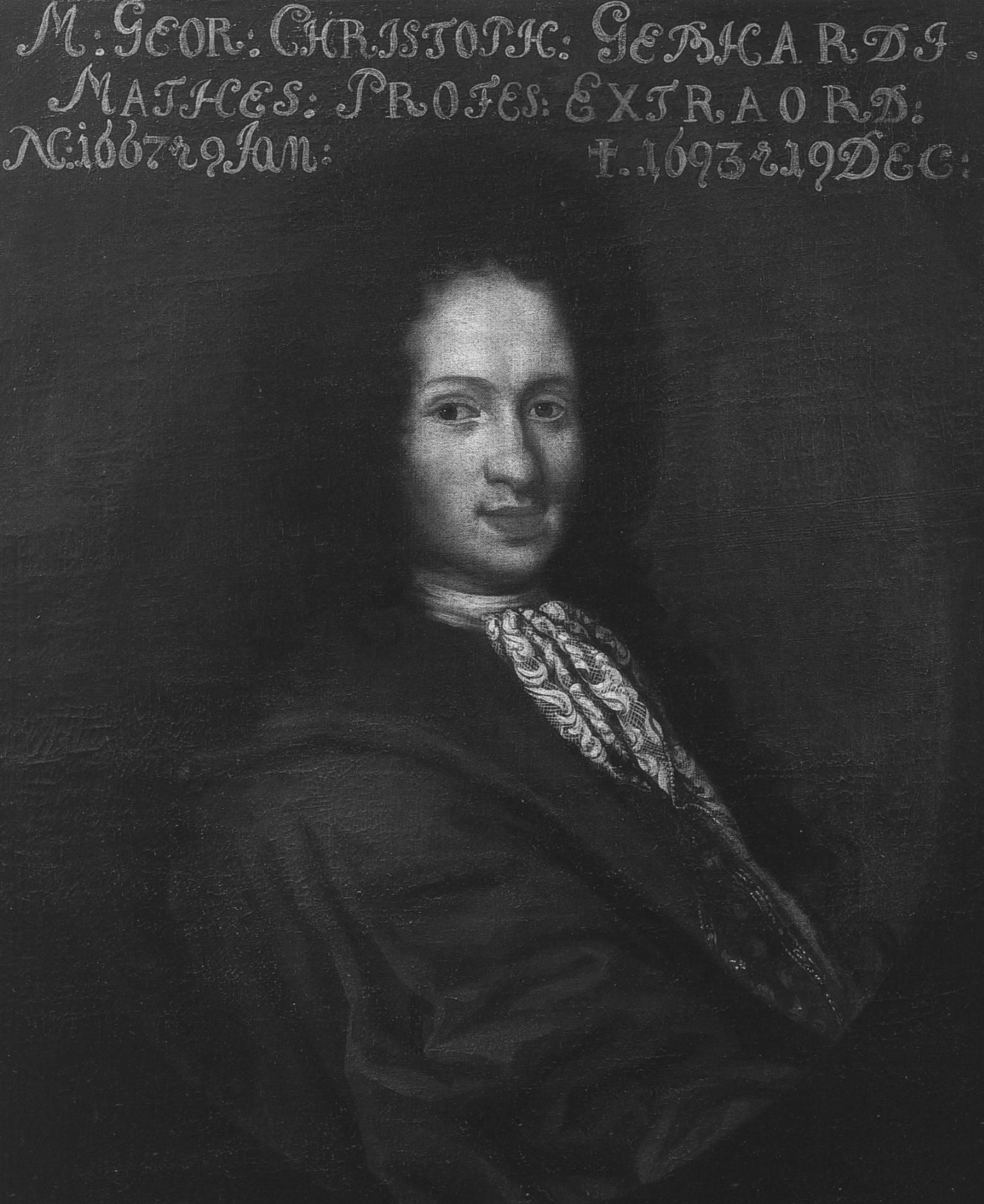
Georg Christoph Gebhardi

Georg Christoph Gebhardi (* 8. Januar 1667 in Braunschweig; † 19. Dezember 1693 in Greifswald) war ein deutscher Mathematiker und Historiker.

## Leben und Wirken
Georg Christoph Gebhardi war der Sohn von Andreas Gebhardi, dem Pastor der Martinskirche in Braunschweig und der Rosina Margareta Trost. Der Vater starb, als Gebhardi zwei Jahre alt war. Nach sechsjährigem Besuch der Braunschweiger Martinschule unterrichtete Gebhardi als Privatlehrer den 16-jährigen Sohn eines herzoglich braunschweigischen Rates. Er begleitete diesen auf die Universität Jena, wo er u. a. bei Erhard Weigel Mathematik studierte.
Nach dem Studium kehrte Gebhardi in seine Heimat zurück und unterrichtete als Privatlehrer Mathematik. Als seine Privatschüler nach Darmstadt umzogen, ging er mit ihnen und setzte seine Studien an der dortigen Universität sowie in Gießen, Heidelberg und Straßburg fort. In Hamburg vertiefte er seine Kenntnisse im Hebräischen bei Esdras Edzardus.
Auf Drängen seines Bruders Brandanus Heinrich ging Gebhardi 1689 nach Greifswald, legte die Lizentiatenprüfung ab und erhielt eine außerordentliche Professur für Mathematik. In den folgenden vier Jahren hielt er eine große Anzahl von Lehrveranstaltungen. 1693 erhielt er einen Ruf auf eine ordentliche Mathematikprofessur in Halle. Er erkrankte jedoch auf einer Reise Richtung Braunschweig so schwer, dass er nach Greifswald umkehren musste, wo er kurze Zeit später starb.
Gebhardi verfasste 27 wissenschaftliche Arbeiten, von denen die meisten in Druck gingen. Neben mathematischen und astronomischen Themen befasste er sich auch mit geschichtlichen Themen, etwa der Geschichte Pommerns und der Greifswalder Universitätsgeschichte.

## Werke (Auswahl)
- Duae dissertationes de Vineta et Arcona, 1691
- De gryphe Pomeranorum, Starckius 1692
- De passionibus planetarum, 1692
- Memoriae mathematicorum Gryphiswaldensium, qui in academia Pomeranorum floruerunt a tempore reformationis usque ad praesentem aetatem, resuscitatae, 1693
- Disputatio prima de veterum Rugianorum religione, qua probatur, Corbejam fuisse matrem primae ecclesiae Christianae in Rugia, Starcke, 1693